# När rosorna slå ut
När rosorna slå ut är en svensk dramafilm från 1930 med regi av Edvin Adolphson. Den räknas som den första svenska 100-procentiga talfilmen.

## Handling
André är en advokat som öppnat praktik i Paris. En dag läser han i en bok om en dold skatt i slottet Brignolles. Han tar anställning som chaufför på slottet för att försöka få tag i skatten. 

## Om filmen
Filmen premiärvisades den 30 juli 1930 på biograf Olympia i Stockholm. Som förlaga hade man författaren Charles-Anatole Le Querrecs pjäs Un trou dans le mur som först sattes upp i Paris 1929. Pjäsen har filmats ett antal gånger utanför Sverige. Filmen spelades in på Studios Gaumont i Paris där det fanns tekniska förutsättningar för att lägga på talat ljud. För att filmen även skulle bli gångbar i Danmark och Norge engagerades danskarna Viking Ringheim och Else-Marie Hansen.

## Rollista

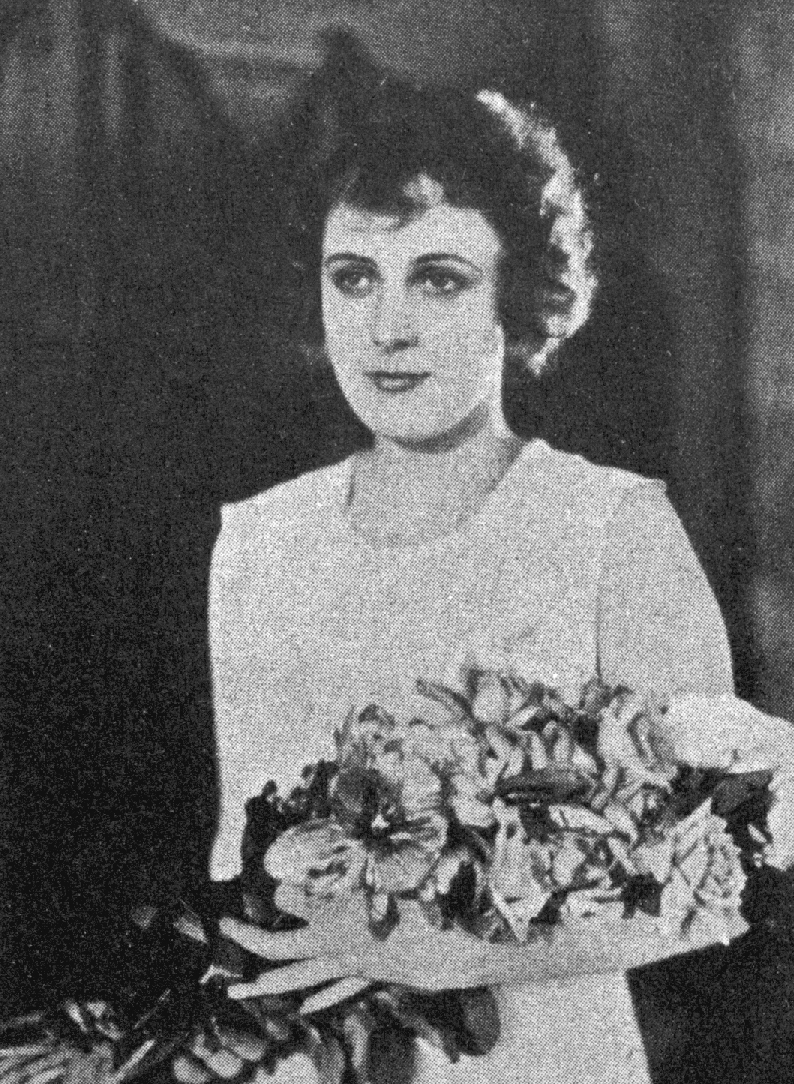
Margita Alfvén på ett foto ur filmen, även använt som omslagsbild till nothäftet med filmens titelmelodi.

- Karin Swanström – grevinnan Charlotte
- Nils Wahlbom – greven
- Margita Alfvén – Marguerite, grevens dotter
- Sven Gustafsson – Anatole, hennes fästman
- Uno Henning – advokat André
- Anna-Lisa Baude – Madame Jeanne
- Elsa de Castro – advokatens sekreterare
- Viking Ringheim – trädgårdsmästare
- Else-Marie Hansen – hans dotter, kammarjungfru

## Musik i filmen
- När rosorna slå ut, kompositör Sonja Sahlberg, text Nils-Georg som är en pseudonym för Nils Perne och Georg Eliasson.